# ماتيا إيكيتش
ماتيا إيكيتش (من مواليد 25 مايو 1989) هي لاعبة كرة طائرة كرواتية. تلعب دور الضارب الخارجي لنادي ألتاي في سي .     

## روابط خارجية
- ماتيا إيكيتش على موقع الاتحاد الأوروبي (الإنجليزية)
- ماتيا إيكيتش على موقع عالم الكرة الطائرة (الإنجليزية)
- ماتيا إيكيتش على موقع Ligue Nationale de Volley (الفرنسية)
- ماتيا إيكيتش على موقع دوري الدرجة الأولى الإيطالي للكرة الطائرة - سيدات (الإيطالية)